# HD5342
HD5342 — хімічно пекулярна зоря спектрального класу B8, що має видиму зоряну величину в смузі V приблизно 8,0.
Вона  розташована на відстані близько 1782,3 світлових років від Сонця.

## Пекулярний хімічний вміст
Зоряна атмосфера HD5342 має підвищений вміст 
Hg й відповідно належить до підкласу HgMn зір.